# Montmirail (Marne)
Pour les articles homonymes, voir Montmirail.
Montmirail est une commune française, située dans le département de la Marne en région Grand Est.

## Géographie

### Situation

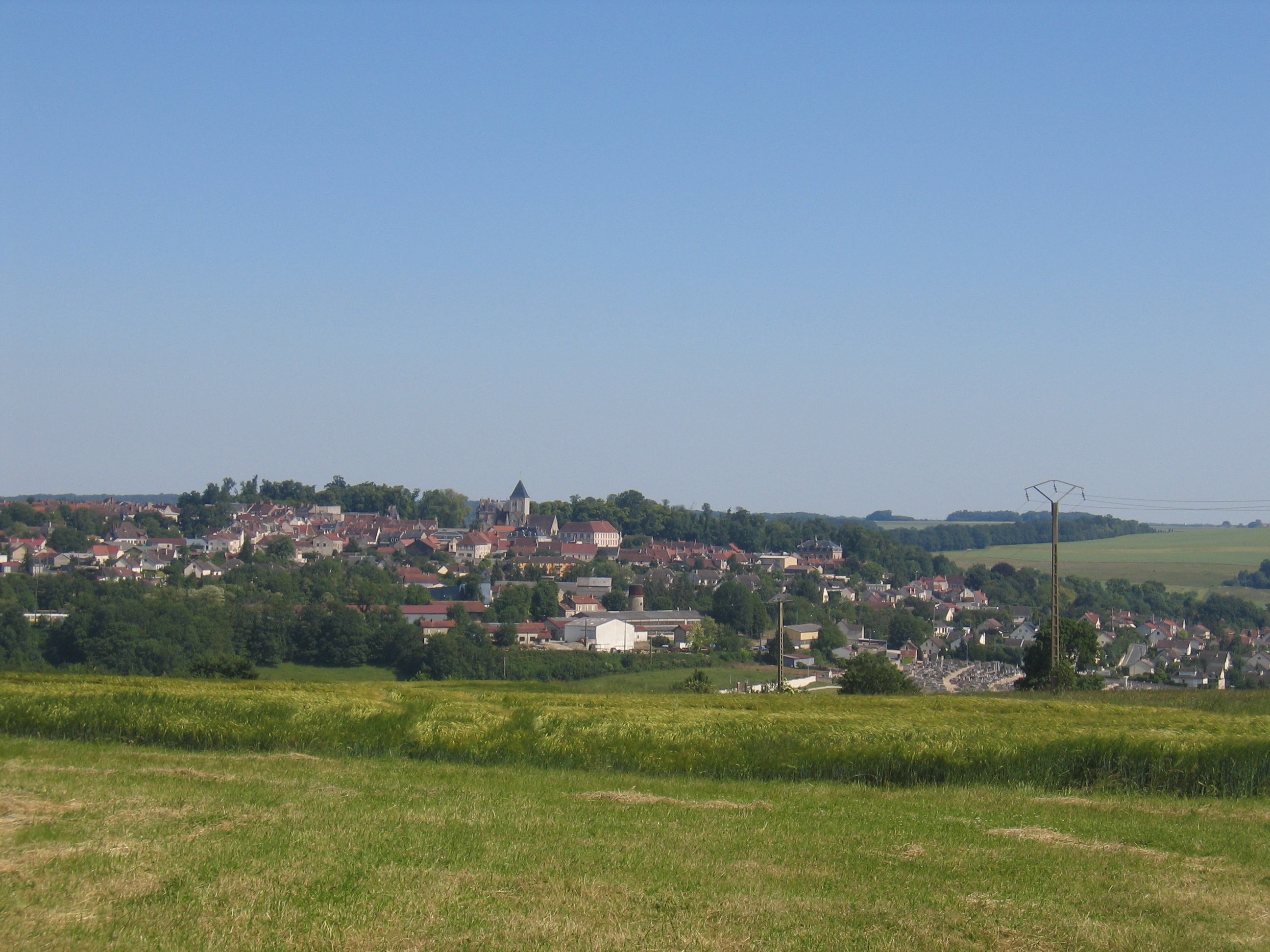
Vue sur Montmirail, depuis La Dorgeaterie.

La commune de Montmirail s'étend sur une superficie de 48,82 hectares. Elle est située à l'extrémité ouest du département de la Marne, en région Grand Est, à proximité des départements de l'Aisne (Hauts-de-France) et de la Seine-et-Marne (Île-de-France).
La commune appartient à la région agricole de la Brie champenoise. Elle est parfois qualifiée de capitale de la Brie champenoise.
Par la route, Montmirail se situe à 100 km de Paris, à 68 km de Reims, principale ville de la Marne,  à 64 km de Châlons-en-Champagne, préfecture du département, à 52 km de Meaux, sous-préfecture de la Seine-et-Marne voisine, à 43 km d'Épernay, sa sous-préfecture, à 25 km de Château-Thierry, sous-préfecture de l'Aisne voisine, et à 25 km de Sézanne, bureau centralisateur du canton de Sézanne-Brie et Champagne dont dépend Montmirail depuis 2015.
La commune est la ville-centre de l'aire d'attraction de Montmirail, de son unité urbaine et de son bassin de vie. Elle se trouve dans la zone d'emploi de Romilly-sur-Seine.
| Dhuys-et-Morin-en-Brie (Cne deléguée de Fontenelle-en-Brie) | Dhuys-et-Morin-en-Brie (Cne deléguée d'Artonges) | Corrobert, Janvilliers                    |
| Dhuys-et-Morin-en-Brie (Cne deléguée de Marchais-en-Brie)   | Montmirail                                       | Vauchamps                                 |
| Mécringes                                                   |                                                  | Le Gault-Soigny, Bergères-sous-Montmirail |

### Géologie et relief
Montmirail fait partie géologiquement de la Brie champenoise, moins fertile que la Brie française, mais qui comprend pourtant de bonnes terres à blé. Étant donné son altitude et sa situation sur un éperon, son climat est plutôt rude.
La ville domine la vallée du Petit Morin, creusée dans les sables. On y trouve, dans une « sablière » étudiée autrefois par Georges Cuvier, et un peu partout dans les alluvions, de grands coquillages qui ne se rencontrent que dans les mers chaudes, ainsi que des fossiles d'animaux disparus.
Son altitude varie de 112  à   224 mètres.

### Hydrographie

#### Réseau hydrographique

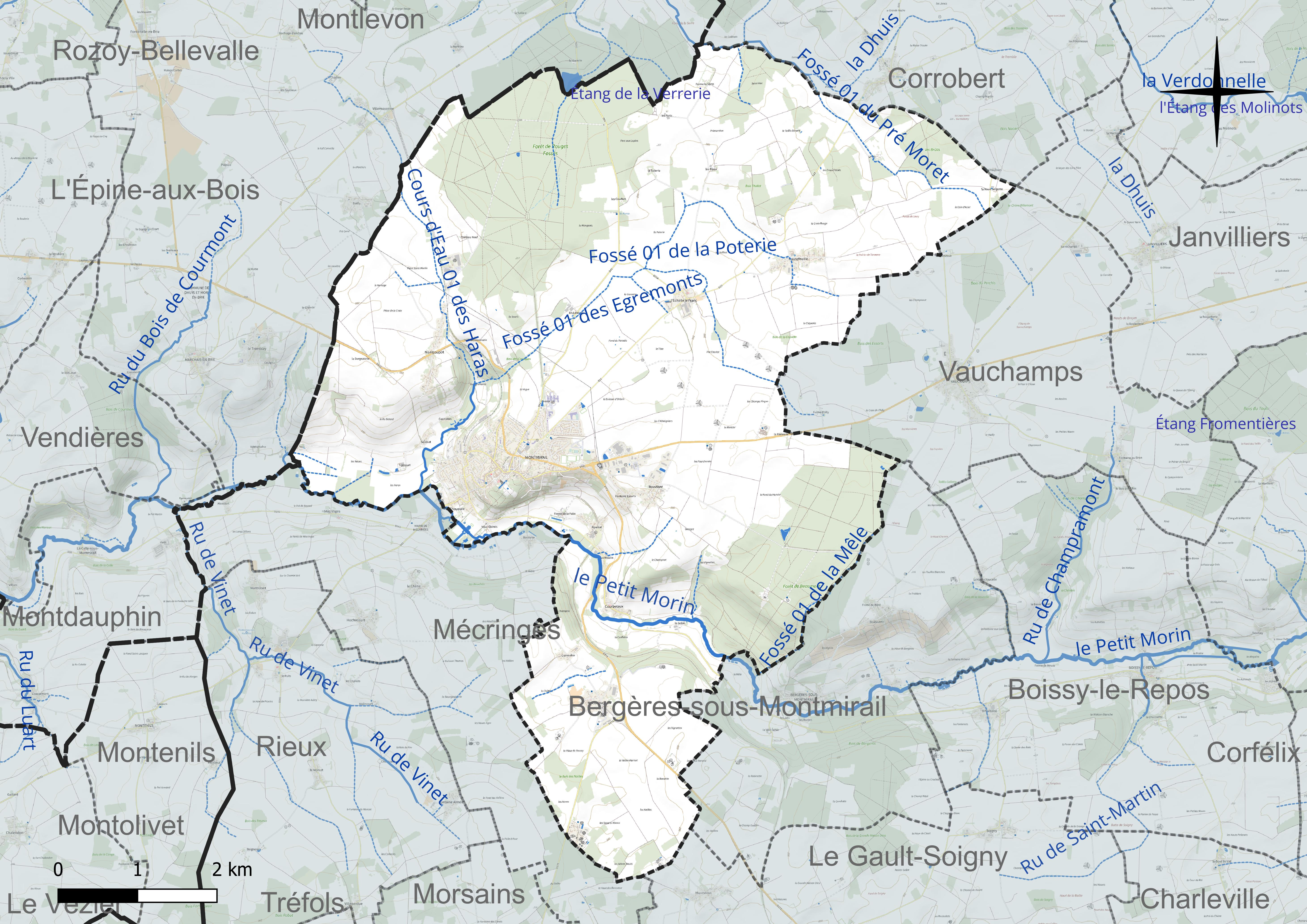
Réseau hydrographique de Montmirail.

La commune est dans la région hydrographique « la Seine de sa source au confluent de l'Oise (exclu) » au sein du bassin Seine-Normandie. Elle est drainée par le Petit Morin, la Dhuis, le cours d'eau 01 des Haras, le Fossé 01 des Egremonts, le Fossé 01 de la Grâce, le Fossé 01 de la Mêle, le Fossé 01 de la Poterie, le Fossé 01 de l'Étang de la Verrerie, le Fossé 01 du Pré Moret, le Fossé 03 du Chatelet, le Petit Morin, le ru Barteaux et divers autres petits cours d'eau,.
Le Petit Morin, d'une longueur de 86 km, prend sa source dans la commune de Val-des-Marais et se jette dans la Marne à La Ferté-sous-Jouarre, après avoir traversé 29 communes. Les caractéristiques hydrologiques de le Petit Morin sont données par la station hydrologique située sur la commune de Montmirail. Le débit moyen mensuel est de 1,93 m3/s. Le débit moyen journalier maximum est de 17 m3/s, atteint lors de la crue du 27 février 2024. Le débit instantané maximal est quant à lui de 19,3 m3/s, atteint le même jour.
La Dhuis, d'une longueur de 21 km, prend sa source dans la commune de Janvilliers et se jette  dans le Surmelin à Celles-lès-Condé, après avoir traversé neuf communes.

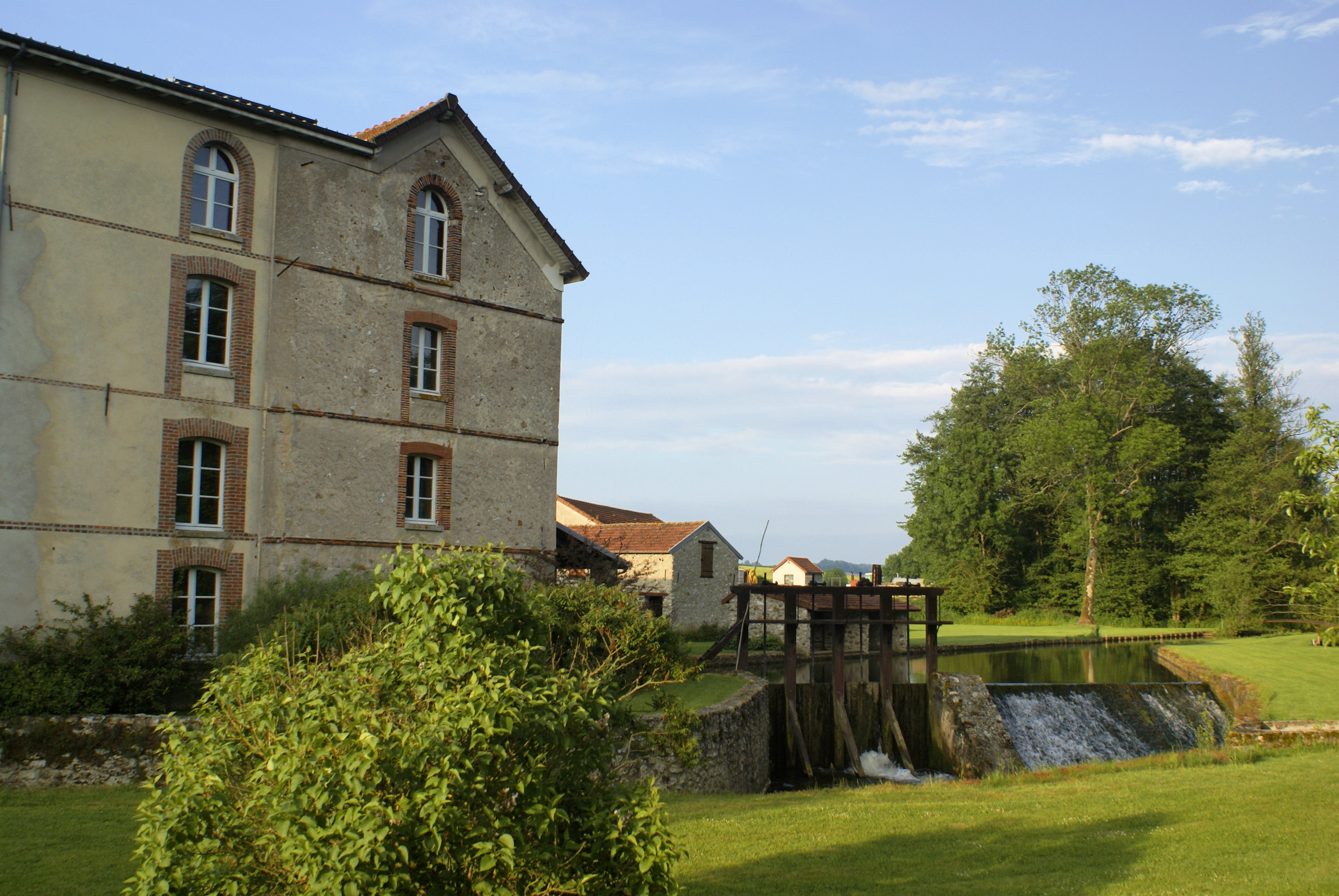
Le moulin Henry sur le Petit-Morin
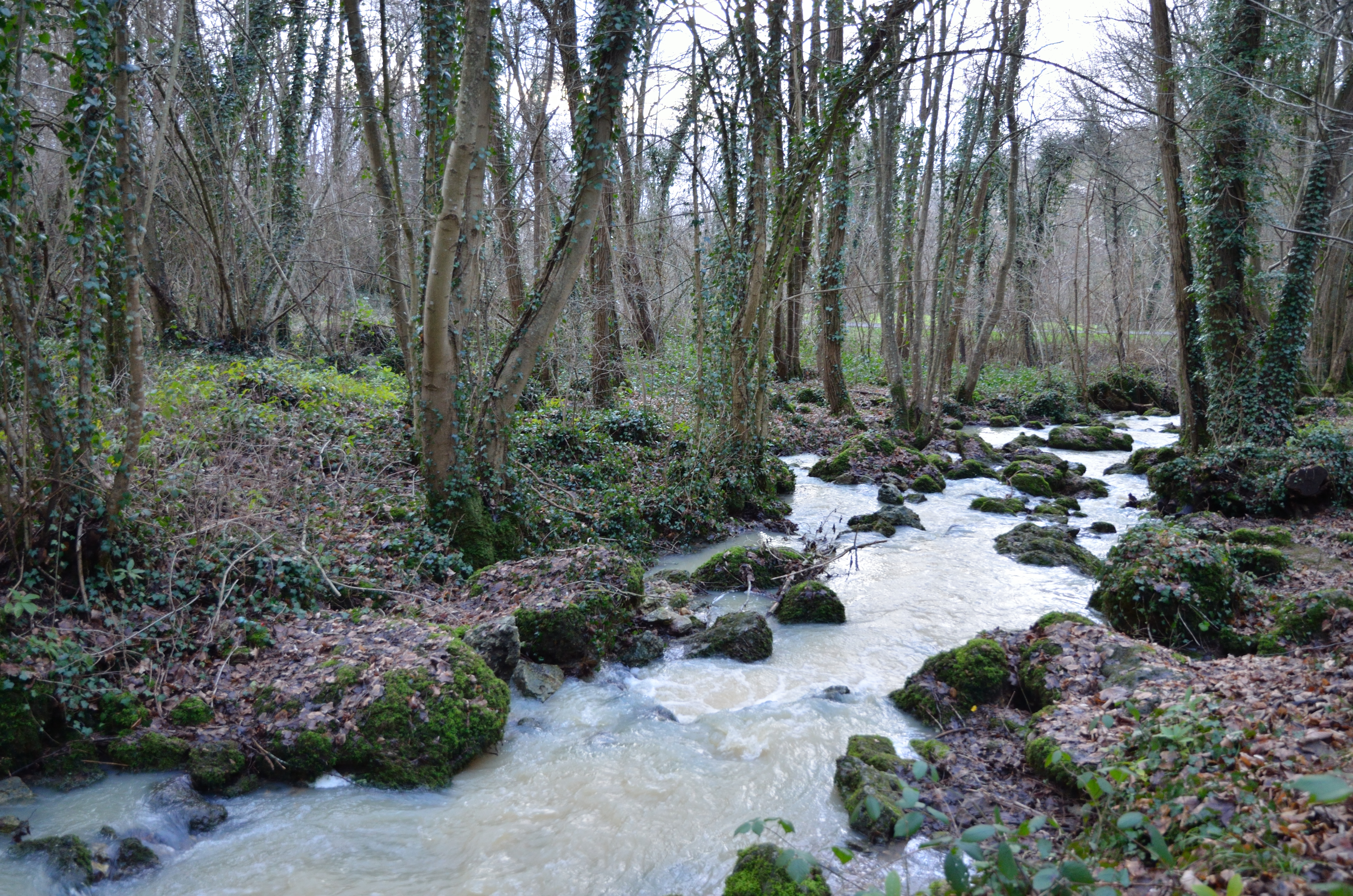
La Vogue.

#### Gestion et qualité des eaux
Le territoire communal est couvert par le schéma d'aménagement et de gestion des eaux (SAGE) « Petit et Grand Morin ». Ce document de planification concerne le territoire des bassins versants du Petit Morin (630 km2) et du Grand Morin (1 185 km2) et se répartit sur trois départements (la Marne, l'Aisne et la Seine-et-Marne). Il a été approuvé le 21 octobre 2016. La structure porteuse de l'élaboration et de la mise en œuvre est le Syndicat mixte d'aménagement et de gestion des eaux (SMAGE) - EPAGE.
La qualité des cours d’eau peut être consultée sur un site dédié géré par les agences de l’eau et l’Agence française pour la biodiversité.

### Climat
Pour des articles plus généraux, voir Climat du Grand Est et Climat de la Marne.
En 2010, le climat de la commune est de type climat océanique dégradé des plaines du Centre et du Nord, selon une étude du Centre national de la recherche scientifique s'appuyant sur une série de données couvrant la période 1971-2000. En 2020, Météo-France publie une typologie des climats de la France métropolitaine dans laquelle la commune est exposée à un climat océanique altéré et est dans la région climatique Nord-est du bassin Parisien, caractérisée par un ensoleillement médiocre, une pluviométrie moyenne régulièrement répartie au cours de l’année et un hiver froid (3 °C).
Pour la période 1971-2000, la température annuelle moyenne est de 10,2 °C, avec une amplitude thermique annuelle de 14,8 °C. Le cumul annuel moyen de précipitations est de 772 mm, avec 12,5 jours de précipitations en janvier et 8,4 jours en juillet. Pour la période 1991-2020, la température moyenne annuelle observée sur la station météorologique de Météo-France la plus proche, « Esternay-Man », sur la commune d'Esternay à 15 km à vol d'oiseau, est de 10,9 °C et le cumul annuel moyen de précipitations est de 780,5 mm. 
La température maximale relevée sur cette station est de 42,5 °C, atteinte le 25 juillet 2019 ; la température minimale est de −25 °C, atteinte le 14 février 1956,,.
Les paramètres climatiques de la commune ont été estimés pour le milieu du siècle (2041-2070) selon différents scénarios d'émission de gaz à effet de serre à partir des nouvelles projections climatiques de référence DRIAS-2020. Ils sont consultables sur un site dédié publié par Météo-France en novembre 2022.

### Milieux naturels et biodiversité
L'Inventaire national du patrimoine naturel (INPN) recense 543 espèces sur le territoire de la commune, dont 64 espèces protégées et 31 espèces menacées.
Montmirail compte une zone naturelle d'intérêt écologique, faunistique et floristique (ZNIEFF) de type I, la « forêt des Rouges Fossés (partie Aisne) ». Cette ZNIEFF se trouve toutefois dans le département de l'Aisne et ne fait que déborder très légèrement sur le territoire de la commune.
Elle comprend également deux sites classés au titre de la loi de 1930 : les avenues de Montmirail (sol et plantations) et les anciens remparts et leurs abords.

## Urbanisme

### Typologie
Au 1er janvier 2024, Montmirail est catégorisée bourg rural, selon la nouvelle grille communale de densité à sept niveaux définie par l'Insee en 2022.
Elle appartient à l'unité urbaine de Montmirail, une unité urbaine monocommunale constituant une ville isolée,.
Par ailleurs la commune fait partie de l'aire d'attraction de Montmirail, dont elle est la commune-centre,. Cette aire, qui regroupe 19 communes, est catégorisée dans les aires de moins de 50 000 habitants,.

### Occupation des sols
L'occupation des sols de la commune, telle qu'elle ressort de la base de données européenne d’occupation biophysique des sols Corine Land Cover (CLC), est marquée par l'importance des territoires agricoles (67,6 % en 2018), une proportion semblable à celle de 1990 (68,5 %). La répartition détaillée en 2018 est la suivante : terres arables (62,2 %), forêts (25,3 %), zones urbanisées (7,1 %) et prairies (5,5 %).
L'évolution de l’occupation des sols de la commune et de ses infrastructures peut être observée sur les différentes représentations cartographiques du territoire : la carte de Cassini (XVIIIe siècle), la carte d'état-major (1820-1866) et les cartes ou photos aériennes de l'IGN pour la période actuelle (1950 à aujourd'hui).

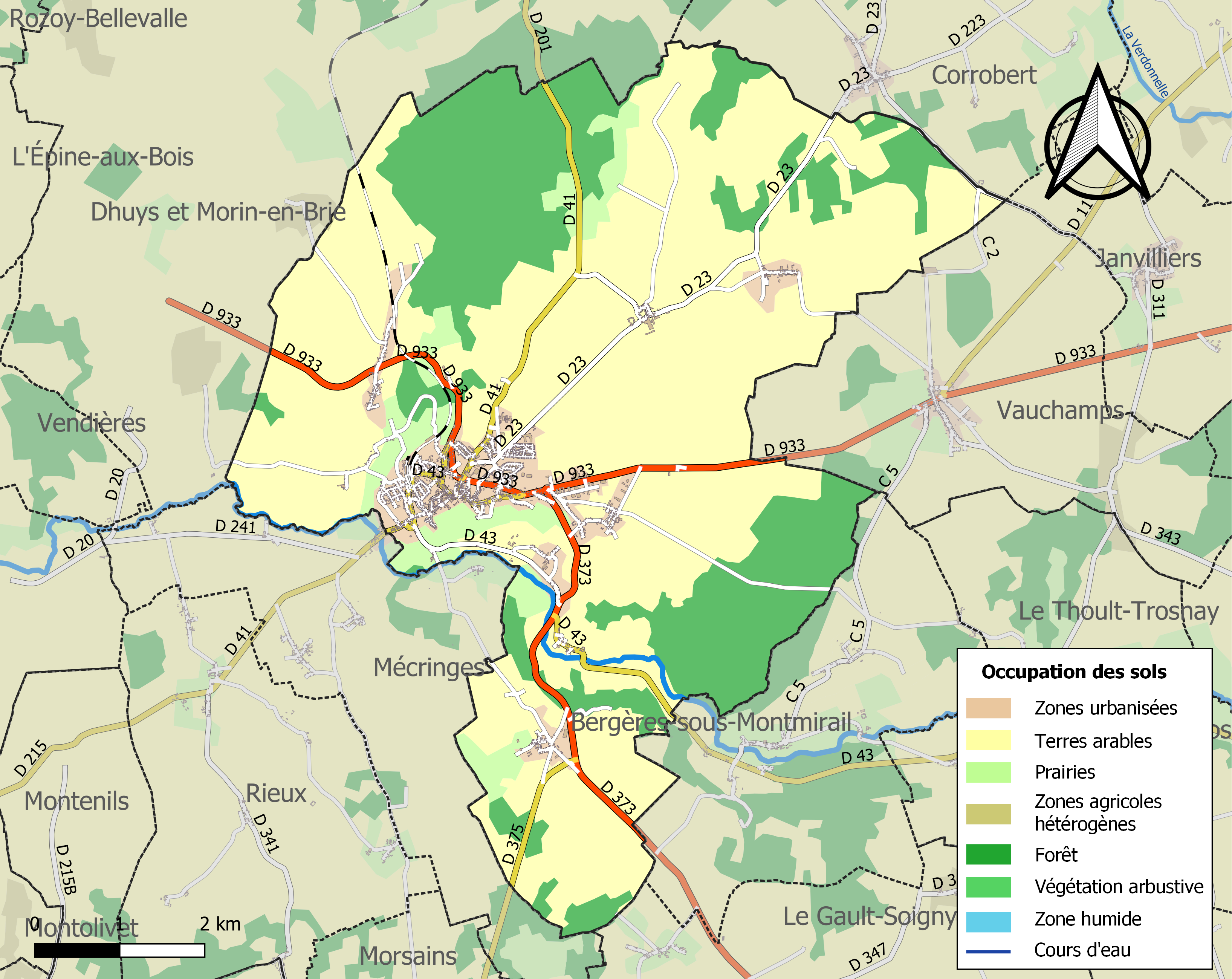
Carte des infrastructures et de l'occupation des sols de la commune en 2018 (CLC).

### Quartiers, hameaux, lieux-dits et écarts
- Courbetaux, ancienne commune indépendante, au sud-est.
- Courcelles, hameau, à l'ouest.
- Hautefeuille, situé à environ 4 km au nord, entre le lieu-dit L'Échelle-le-Franc et la commune de Vauchamps) compte environ 150 habitants et ne comporte que deux rues : la rue de Vauchamps et la rue Verte.
- La Dorgeaterie, à l'ouest.
- L'Échelle-le-Franc, à la sortie de la ville, à environ 3 km au nord, et en direction du lieu-dit Hautefeuille, compte environ 50 habitants.
- Le Saussat, à l'ouest.
- Maclaunay, au sud-est.
- Mondant, semblable à un village, à l'est, dont la population avoisine les 150 habitants.
- Montcoupot, à l'ouest.
- La Grâce, au sud-est, emplacement de l'ancienne abbaye de la Grâce-Notre-Dame, aujourd'hui une ferme.

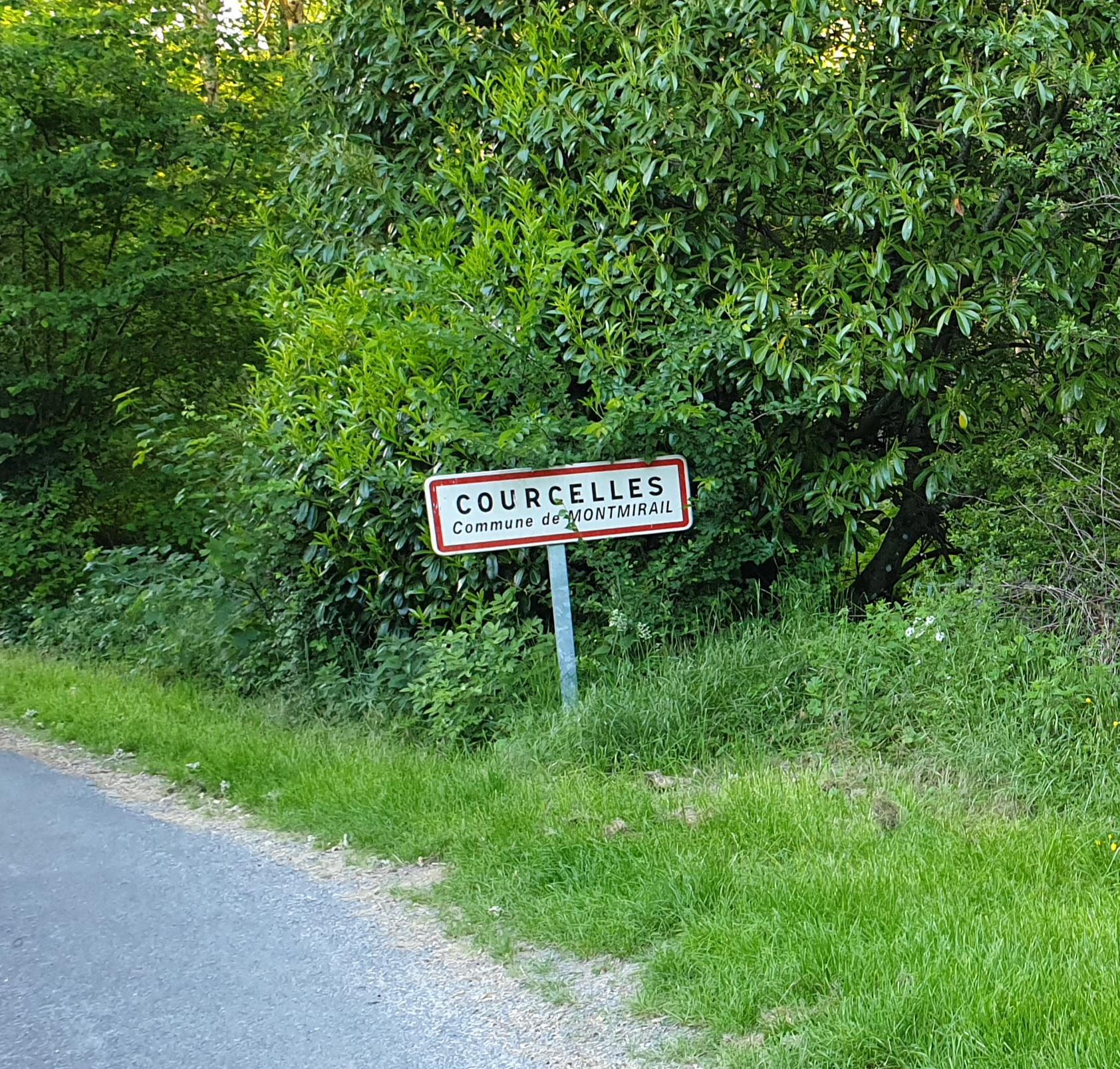
Entrée de Courcelles.
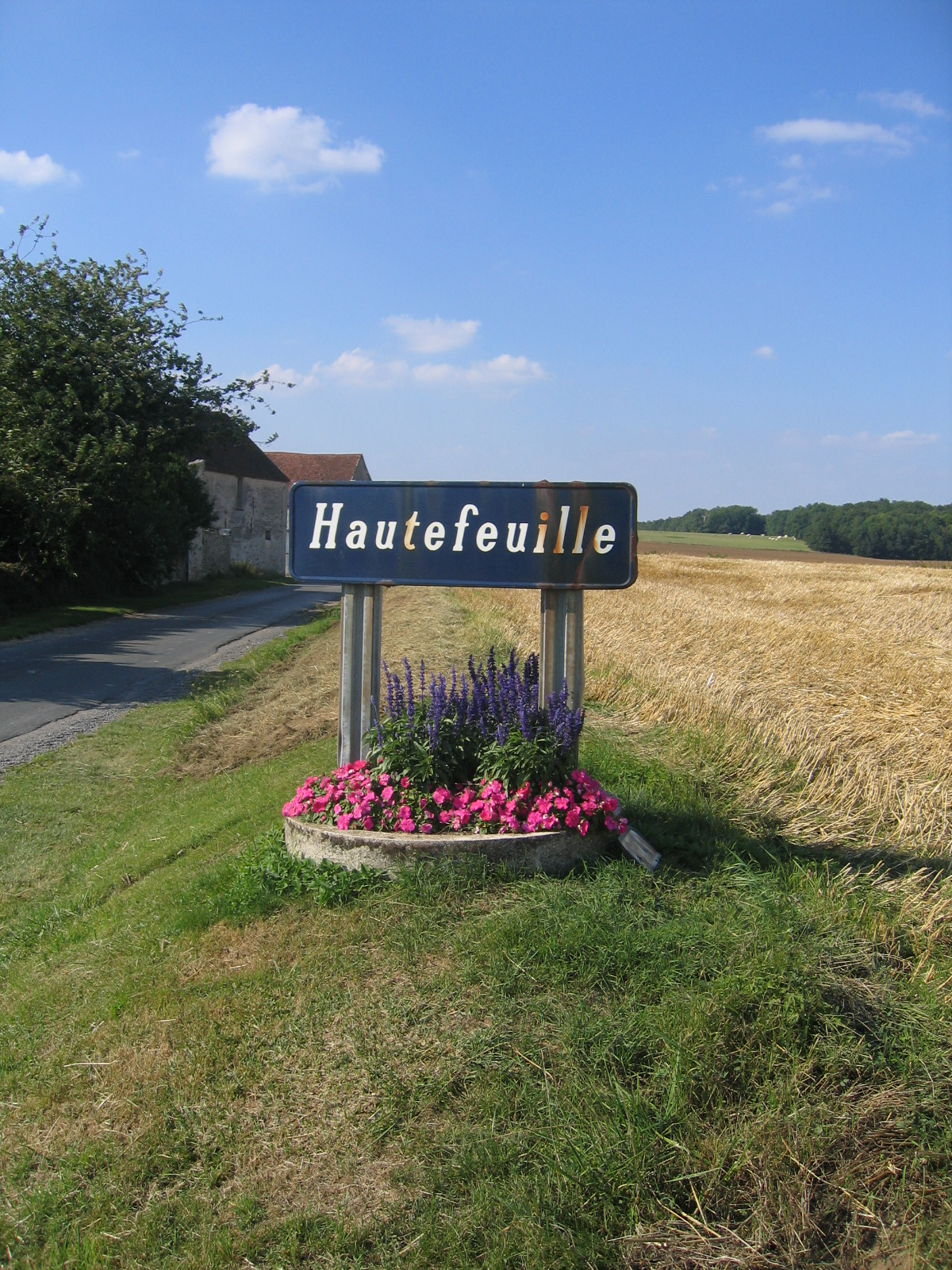
Entrée d'Hautefeuille depuis Vauchamps.
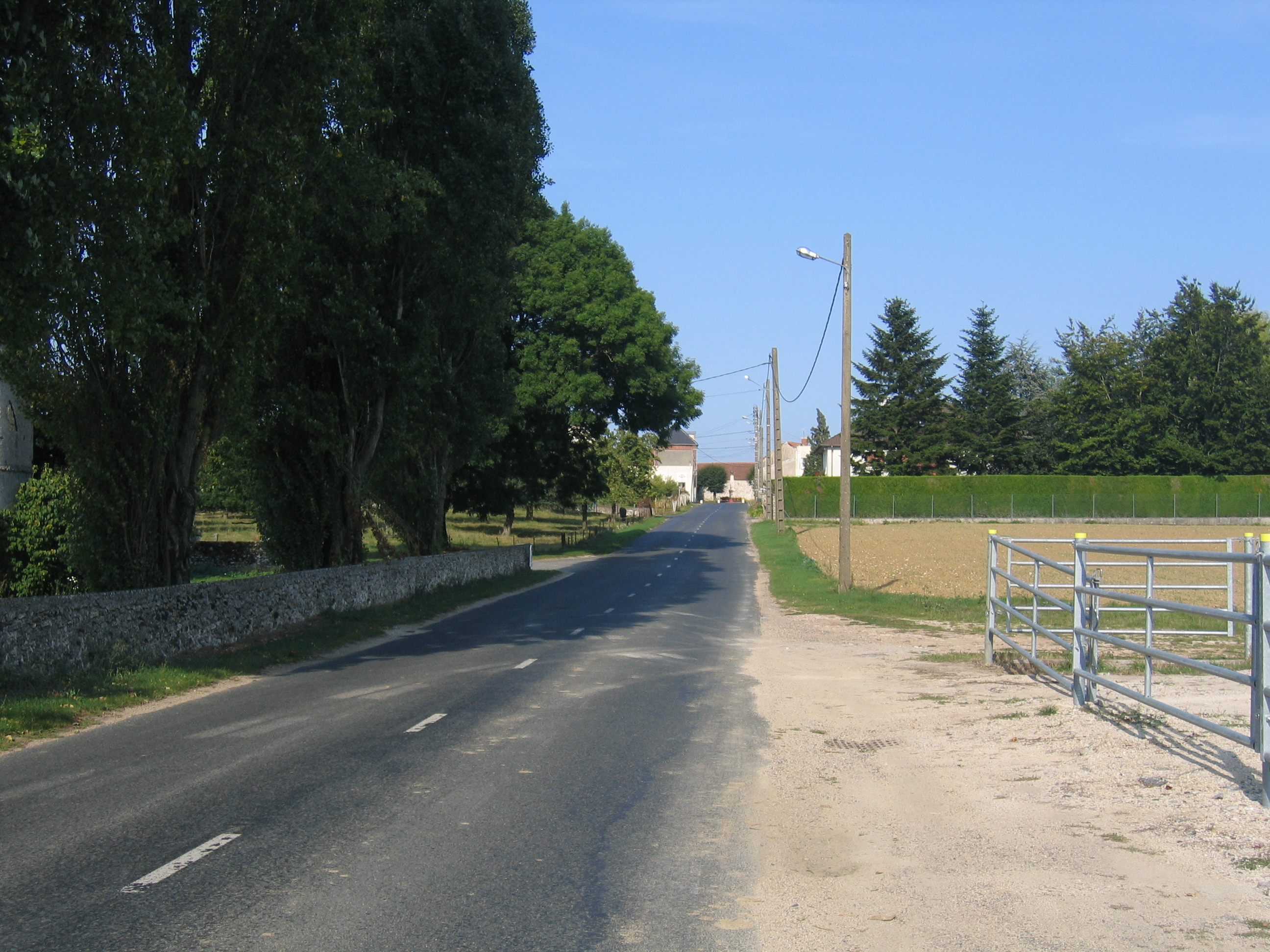
Entrée de L'Échelle-le-Franc depuis Montmirail.
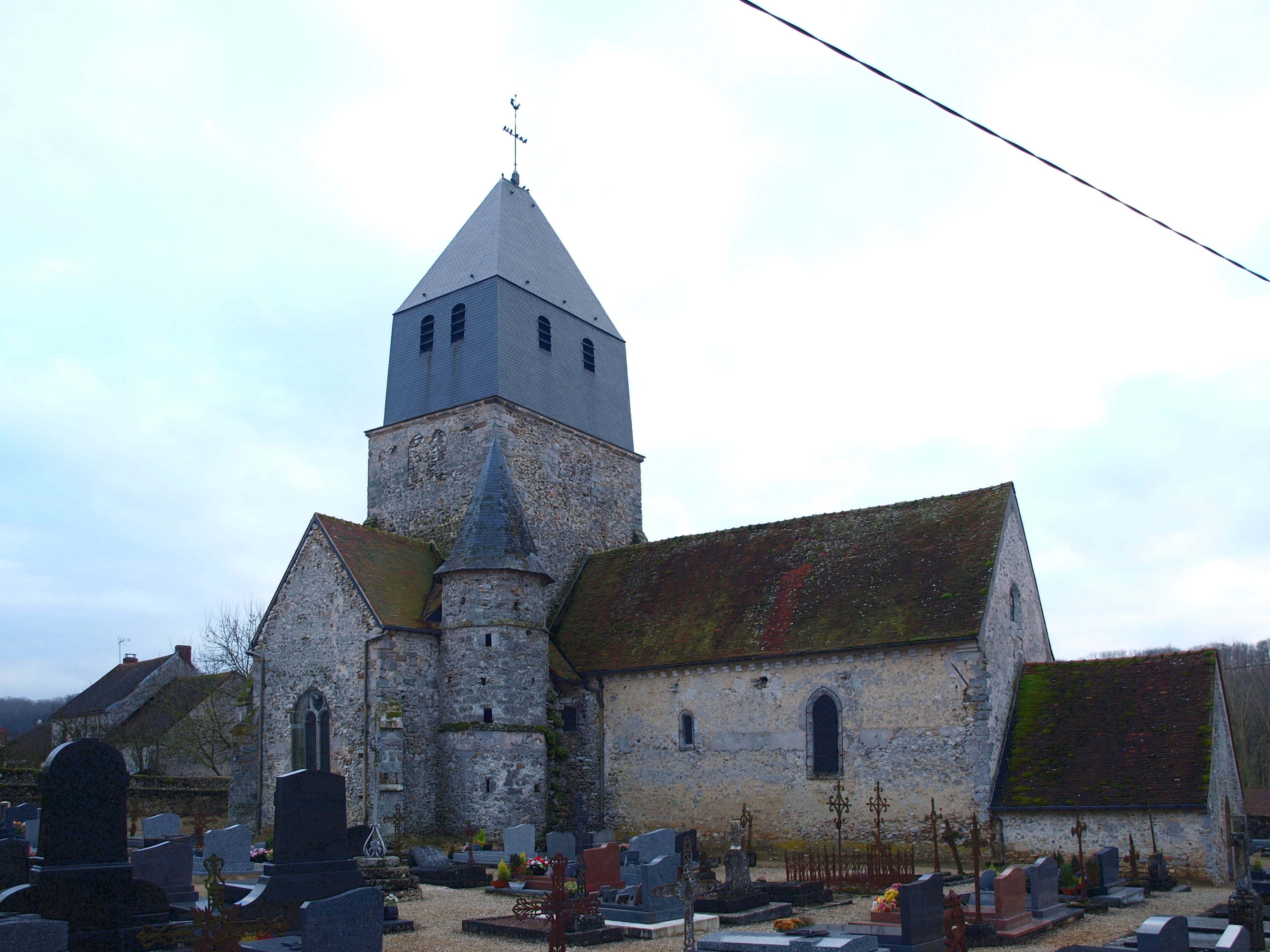
L'église de Courbetaux.

### Habitat et logement
En 2021, Montmirail compte 1 951 logements. Ces logements sont à 77 % des maisons et à 22,4 % des appartements. Les résidences principales de Montmirail disposent en moyenne de 4,1 pièces (4,5 pour les maisons et 2,7 pour les appartements).
Le tableau ci-dessous présente une comparaison de quelques indicateurs chiffrés du logement pour Montmirail, la communauté de communes de la Brie champenoise (CCBC), le département de la Marne et la France entière en 2021 :
|                                                            | Montmirail | CCBC  | Marne   | France     |
| ---------------------------------------------------------- | ---------- | ----- | ------- | ---------- |
| Ensemble des logements                                     | 1 951      | 4 109 | 300 919 | 37 155 918 |
| Part des résidences principales (en %)                     | 84,8       | 80,9  | 87,5    | 82,2       |
| Part des résidences secondaires (en %)                     | 3,9        | 9,3   | 3,4     | 9,7        |
| Part des logements vacants (en %)                          | 11,3       | 9,8   | 9,1     | 8,1        |
| Part des propriétaires de leur résidence principale (en %) | 53,6       | 69,2  | 52,2    | 57,5       |

À Montmirail, 84,8 % des logements sont des résidences principales, 3,9 % des résidences secondaires et 11,3 % des logements vacants. Une caractéristique marquante du parc de logements est ainsi une proportion de résidences secondaires et logements occasionnels (3,9 %) supérieure à celle du département (3,4 %) mais inférieure à celle de la communauté de communes (9,3 %) et de la France entière (9,7 %).
Par ailleurs, 53,6 % des ménages sont propriétaires de leur résidence principale. Si cette proportion est proche de la moyenne départementale (52,2 %) ou nationale (57,5 %), elle est sensiblement inférieure à celle de la communauté de communes de la Brie champenoise (69,2 %).
Parmi les 1 655 résidences principales construites avant 2019, 18,2 % avaient été construites avant 1919, 8,9 % entre 1919 et 1945, 17,6 % entre 1946 et 1970, 38,6 % entre 1971 et 1990, 9,8 % entre 1991 et 2005 et 7 % depuis 2006.
Le nombre de logements a presque doublé entre 1968 (1 068 logements) et 2015 (1 960 logements). Le tableau ci-dessous présente l'évolution du nombre de logements sur le territoire de la commune, par catégorie, depuis 1968 :
|                        | 1968  | 1975  | 1982  | 1990  | 1999  | 2010  | 2015  | 2021  |
| ---------------------- | ----- | ----- | ----- | ----- | ----- | ----- | ----- | ----- |
| Résidences principales | 931   | 1 091 | 1 239 | 1 378 | 1 516 | 1 607 | 1 629 | 1 655 |
| Résidences secondaires | 80    | 83    | 117   | 139   | 91    | 74    | 60    | 76    |
| Logements vacants      | 57    | 102   | 101   | 119   | 130   | 163   | 271   | 221   |
| Total                  | 1 068 | 1 276 | 1 457 | 1 636 | 1 737 | 1 844 | 1 960 | 1 951 |

## Toponymie
Le nom de la localité est mentionné sous les formes Castellum quod dicitur Mons Mirellus (1125), Mons Mirabilis (1131), Montmirail (1147), Mons Miralli (1148), Mons Mirail (1154-1159), Montmiralt (1169), Monmiral (1182), Montmiral (1190), Monmirail (1222), Montmirel (1261), Mommiral (1278), Montmirail-en-Brie (1391), Mommirail-en-Brie (1419), Montmiraille (1622), Mon-Mirelle (1778), Montmirail-Marne (1859).
D'autre part, le roi change « le nom de la dite terre de Montmirel en celuy de Louvois la Ville » en 1716, mais les lettres patentes données à cet effet ne semblent pas avoir été exécutées.
Il s'agit d'une formation toponymique médiévale en Mont- au sens de « colline, élévation de terrain, hauteur », appellatif toponymique issu du gallo-roman MONTE (du latin montem, accusatif de mons). Le second élément -mirail représente l'ancien français mirail « miroir » → « point de vue, poste d'observation » cf. Montregard. Il s'agit d'un dérivé de mire, suivi du suffixe à valeur superlative  -ail (cf. vitrail, etc.).
Remarque : les formes anciennes du type Mons Mirabilis sont des latinisations fantaisistes de clercs médiévaux. L'adjectif mīrābilis signifie en latin « admirable, merveilleux », d'où « miraculeux, lieu des miracles » et dont le substantif en latin populaire, *mirabĭlia, (altération  du latin classique mīrābĭlia) a donné merveille par évolution phonétique régulière et pas autre chose.

## Histoire

### Antiquité
Durant la période romaine, Montmirail est une petite agglomération de 4 à 5 hectares, établie sur une hauteur dominant la vallée du Petit Morin. Elle se situe à un carrefour de voies terrestres, dont l'une, provenant de Saint-Quentin et allant vers Troyes, dessert également l'agglomération de Château-Thierry, tandis qu'une seconde voie venant de Meaux se dirige ensuite vers Châlons-en-Champagne. Cette agglomération se situait également sur les confins sud de la cité des Suessions, en contact avec la cité voisine des Tricasses.

### Moyen Âge

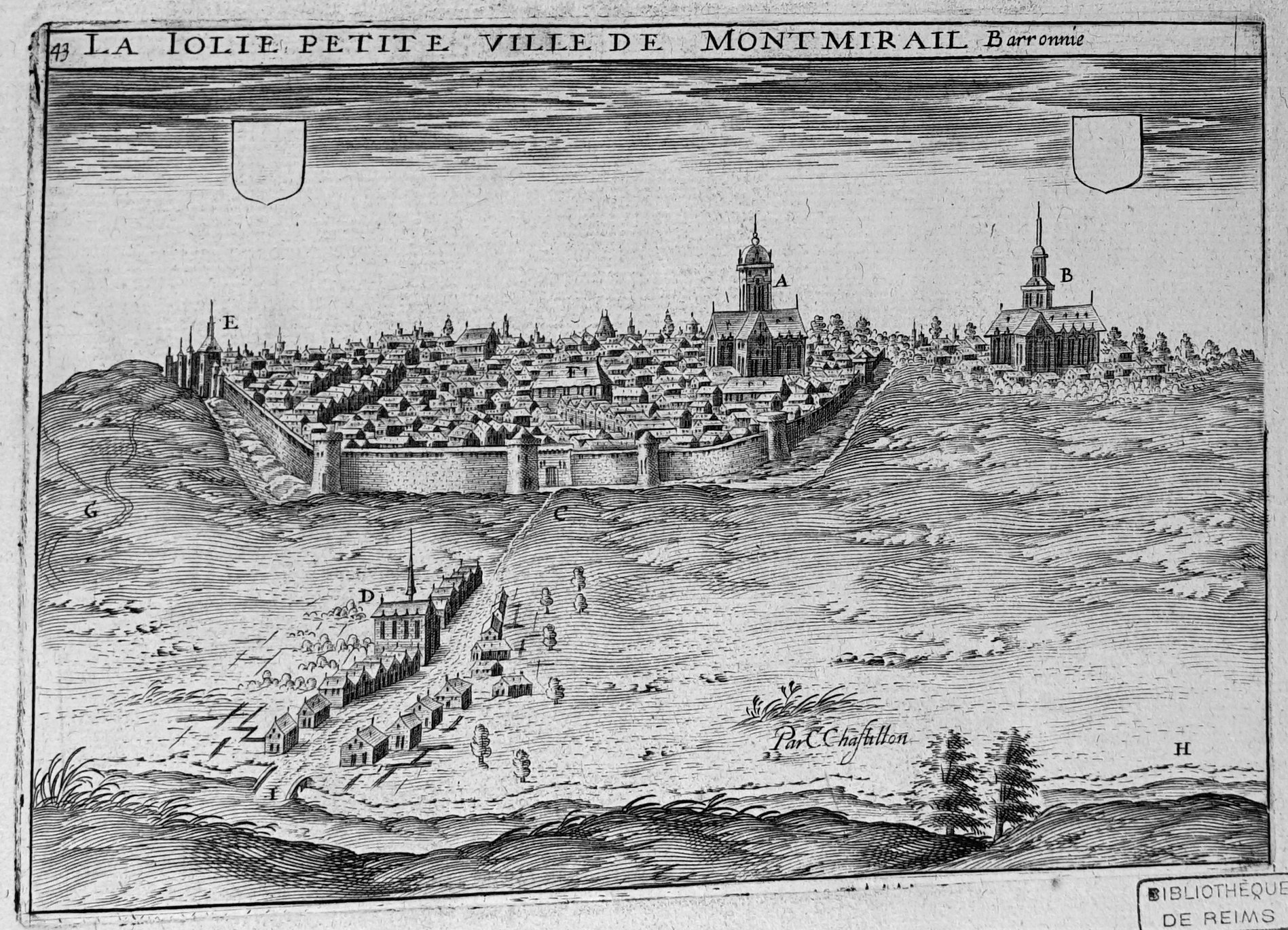
Baronnie de Montmirail fin XVIe siècle par Claude Chastillon.

La terre de Montmirail, en Brie champenoise, eut pour premier seigneur connu Dalmace de Tresmes, Condé, La Ferté et Montmirail vers 1060, d'où une longue lignée illustrée notamment par le bienheureux Jean de Montmirel, connétable de France, et par les Coucy à partir du mariage d'Enguerrand III avec Marie, la fille dudit bienheureux Jean et l'héritière de Montmirail et des autres fiefs de la famille (il était venu s'ajouter Oisy, Crèvecœur, La Ferté-Ancoul, la châtellenie de Cambrai...). La suzeraineté, elle, passa de la Maison de Champagne à la Maison de France (les rois Capétiens) en 1284 lors du mariage de Jeanne de Champagne avec Philippe le Bel. Montmirail relevait de la seigneurie comtale de Château-Thierry (l'Omois), rattachée à la Brie, et ses seigneurs particuliers sont indiqués à l'article Montmirail.
Le 1er août 1429, Jeanne d'Arc, de retour de Reims, après le sacre de Charles VII, fit étape à Montmirail, avant de marcher vers Paris.

### Temps modernes

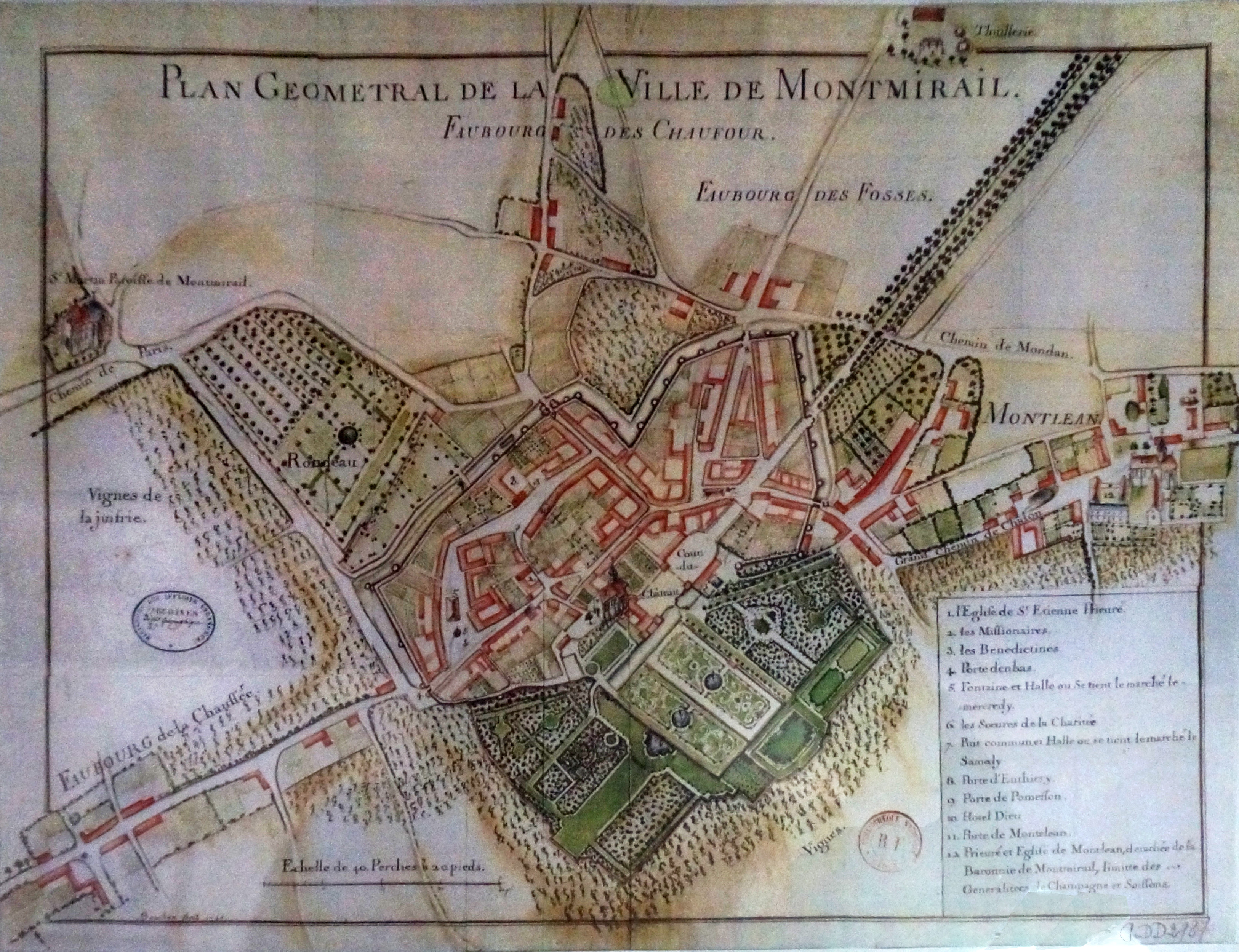
Montmirail, sans doute à la fin de l'Ancien Régime.

Sous l'Ancien Régime, la ville de Montmirail dépend du diocèse de Soissons, de l'archidiaconé de Brie et du doyenné d'Orbais. En revanche, les paroisses de Courbetaux, de L'Échelle et de Maclaunay, qui font désormais partie de la commune de Montmirail (voir infra pour les fusions de communes), dépendaient du diocèse de Troyes et de l'archidiaconé et du doyenné de Sézanne. Montmirail se trouvait donc à la frontière de deux diocèses.
Montmirail fut une étape de la fuite de la famille royale dans la nuit du 20 au 21 juin 1791, alors qu'elle fuyait le Paris révolutionnaire ; les voitures royales s’arrêtèrent à Montmirail avec trois heures de retard sur l’horaire prévu, ce qui permettra de les intercepter plus tard à Varennes-en Argonne, une fois le roi reconnu par le maître de poste Drouet.

### Révolution française et Empire
Le territoire de la commune de Montmirail s'est constitué par absorption de certaines de ses voisines. Le mouvement s'amorce dès la période révolutionnaire, avec entre 1795 et 1800 l'absorption des communes de Montcoupeau (aujourd'hui hameau de Mont Coupot) et de Montléan.
En 1814 a lieu la bataille de Montmirail, gagnée durant la campagne de France par Napoléon Bonaparte.

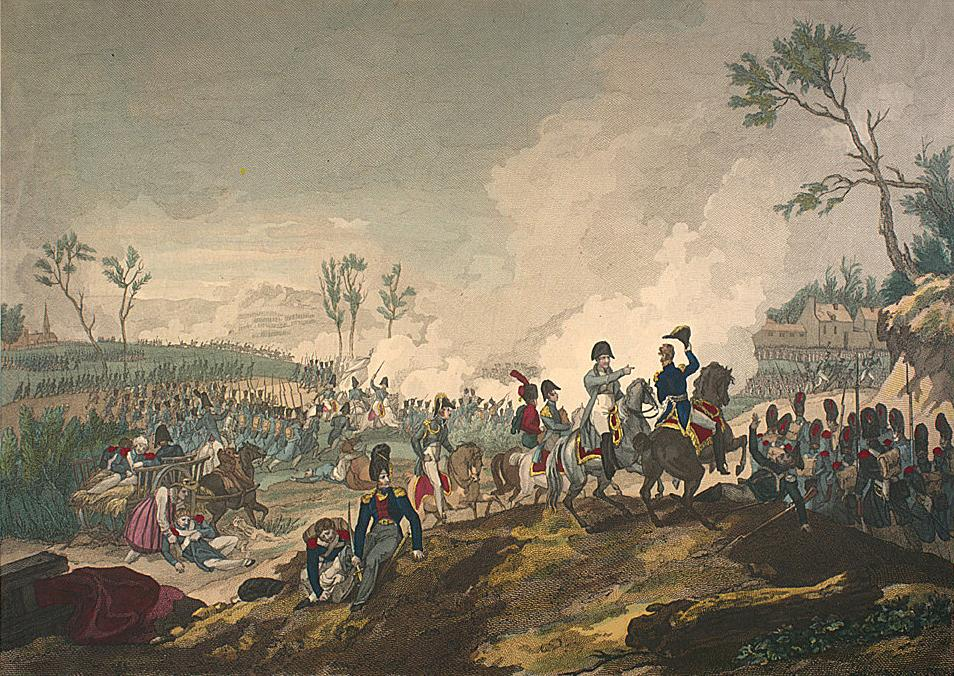
Lithographie de Naudet : La bataille de Montmirail.

### Époque contemporaine

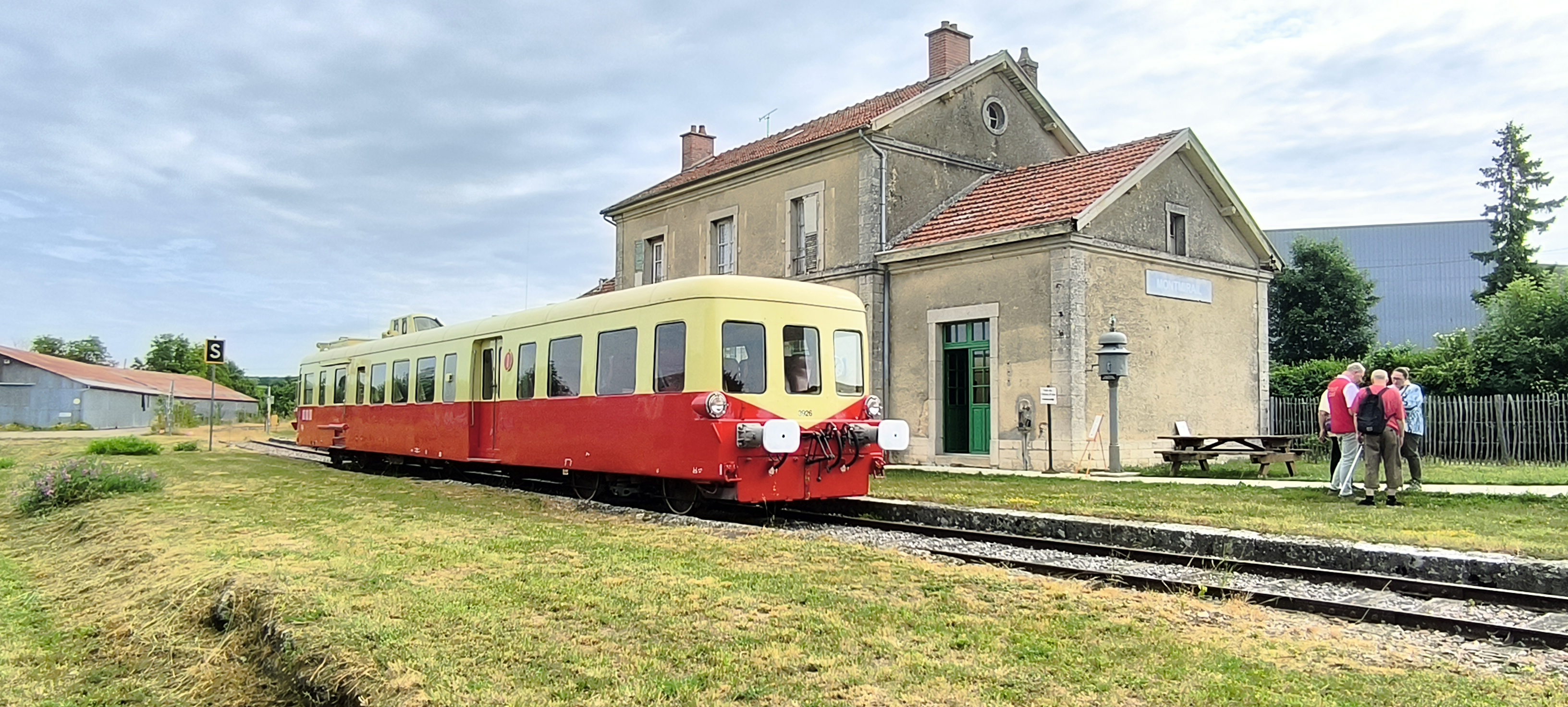
L'autorail du TFBCO en gare de Montmirail.

Montmirail se trouve sur la ligne de Mézy à Romilly-sur-Seine, une ligne de chemin de fer mise en service en 1884 par la Compagnie des chemins de fer de l'Est, qui a fonctionné pour le service voyageur jusqu'en 1953. Un service marchandises est toujours assuré par l'exploitant ferroviaire Captrain France, ainisi que, depuis 2011, une exploitation  touristique assurée par l'association Tourisme Ferroviaire de la Brie Champenoise à l'Omois (TFBCO).
la ville a été également desservi par deux lignes de chemin de fer secondaire : la ligne de la Ferté-sous-Jouarre à Montmirail du réseau CFD Réseau de Seine-et-Marne, mise en service en 1889, et la ligne d'Épernay à Montmirail des chemins de fer de la Banlieue de Reims, mise en service en 1903 et qui a fermé en 1933.

Montmirail au tout début du XXe siècle
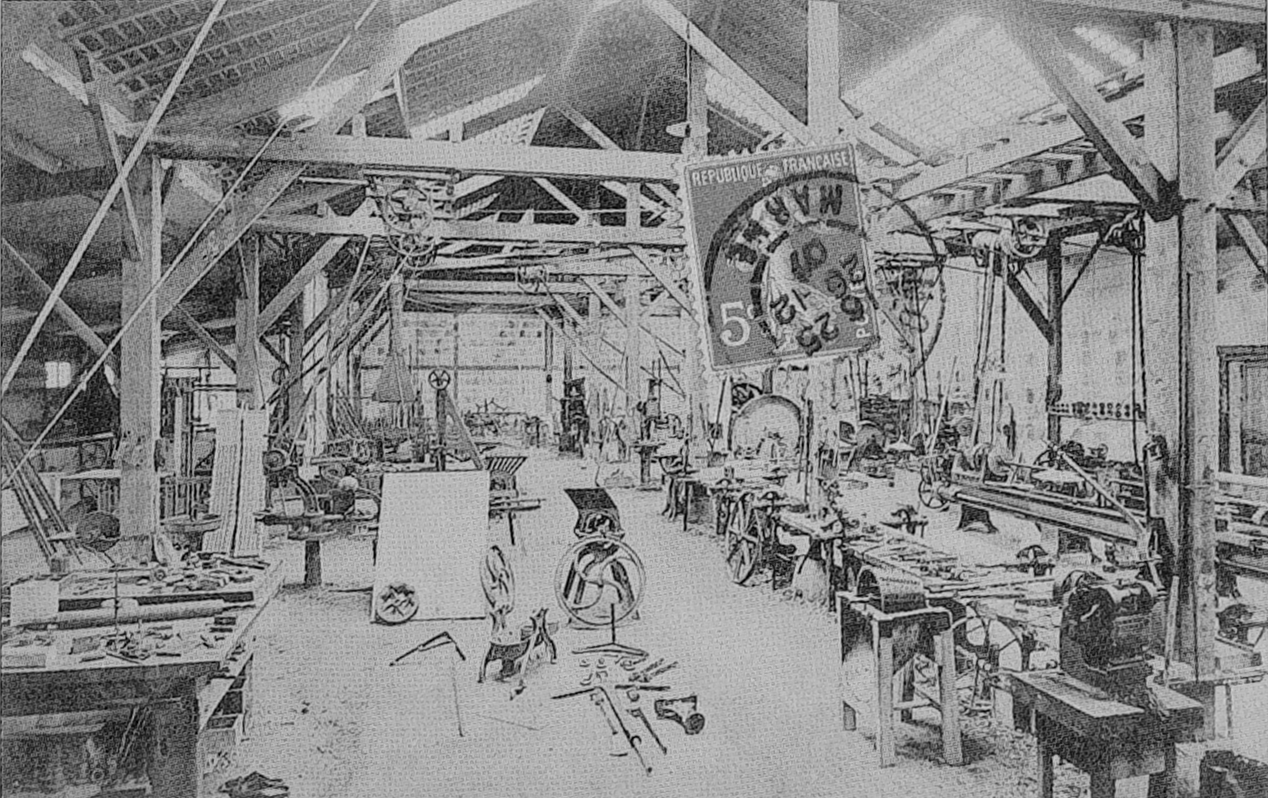
L'usine Baudouin Frères

À la fin de la Première Guerre mondiale, la commune est décorée de la Croix de guerre 1914-1918 le 11 octobre 1920.
L'année 1966 voit (par arrêté du 20 décembre 1966) l'absorption des communes de Courbetaux et de L'Échelle, puis, par arrêté préfectoral du 27 décembre 1972, celle de Maclaunay.

## Politique et administration

### Rattachements administratifs et électoraux

#### Rattachements administratifs
La commune se trouve dans l'arrondissement d'Épernay du département de la Marne
Elle était depuis 1793 le chef-lieu du canton de Montmirail. Dans le cadre du redécoupage cantonal de 2014 en France, cette circonscription administrative territoriale a disparu, et le canton n'est plus qu'une circonscription électorale.

#### Rattachements électoraux
Pour les élections départementales, la commune fait partie depuis 2014 du canton de Sézanne-Brie et Champagne
Pour l'élection des députés, elle fait partie de la troisième circonscription de la Marne.

### Intercommunalité
Montmirail  est le siège de la communauté de communes de la Brie champenoise, un établissement public de coopération intercommunale (EPCI) à fiscalité propre créé fin 1996  et auquel la commune a transféré un certain nombre de ses compétences, dans les conditions déterminées par le code général des collectivités territoriales.

### Tendances politiques et résultats
Lors du premier tour des élections municipales de 2014 dans la Marne, la liste DVD menée par Étienne Dhuicq  obtient la majorité absolue des suffrages exprimés, avec 938 voix (62,57 %, 22 conseillers municipaux élus dont 9 communautaires), devançant très largement celle, également divers droite, menée par Yvonne Thimond, qui a obtenue 561 voix (37,42%, 5 conseillers municipaux élus dont 2 communautaires). 
Lors de ce scrutin, 40,01 % des électeurs se sont abstgenus
Lors des élections municipales de 2020 dans la Marne, la liste DVD menée par le maire sortant Étienne Dhuicq est la seule candidate et obtient donc la totalité des 645 suffrages exprimés. Elle est élue en totalité et 16 de ses membres siègent également à l'intercommunalité.
Lors de ce scrutin marqué par la pandémie de Covid-19 en France, 68, 56 % des électeurs se sont abstenus et 6,47 % des votants ont choisi un bulletin blanc ou nul.
Lors du premier tour d'élections municipales partielles tenues en 2024 à la suite de la démission d'une partie du conseil municipal élu en 2020, la liste LR menée par le maire sortant obtient la majorité absolue des suffrages exprimés, avec 920 voix (81,50 %, 25 conseillers municipaux élus dont 15 communautaires), devançant très largement celle SE menée par Jérémy Araqué, qui a recueilli 209 voix (18,50 %, 2 conseillers municipaux élus dont 1 communautaire).
Lors de ce scrutin, 55,50 % des électeurs se sont abstenus,.

### Liste des maires
| Période       | Période                    | Identité                                  | Étiquette             | Qualité |
| ------------- | -------------------------- | ----------------------------------------- | --------------------- | --- |
|               |                            |                                           |                       | |
| 1802          | 1812                       | Étienne Charpentier                       |                       | |
| 1813          | 1815                       | Ambroise de la Rochefoucauld Doudeauville |                       | |
| 1815          | 1830                       | Rémy-Joseph Mondet                        |                       | |
| 1830          | 1840                       | Benjamin Bailly                           |                       | Conseiller d'arrondissement |
| 1840          | 1844                       | Louis Jean-Baptiste Lecomte               |                       | |
| 1844          | 1848                       | Jean-Baptiste Pillet                      |                       | |
| 1848          | 1868                       | Étienne Marchand                          |                       | |
| 1868          | 1884                       | M. Marie Remy Petit                       |                       | |
| 1884          | 1893                       | Charles Huet                              |                       | |
| 1893          | 1900                       | Albert Labbé                              |                       | |
| 1909          | 1912                       | Eugène Tétard-Beau                        |                       | |
| 1912          | 1919                       | Jules Emile Dervin                        |                       | |
| 1919          | 1929                       | Lucien Mathieu                            |                       | |
| 1929          | 1944                       | Jean de La Rochefoucauld                  |                       | Conseiller général de Montmirail (1937 → 1940) |
| 1944          | 1947                       | Gaston Beaudoin                           |                       | |
| 1947          | 1959                       | Robert Mathieu                            |                       | |
| 1959          | 1963                       | Jean de La Rochefoucauld                  |                       | Ancien exploitant agricole Démissionnaire |
| novembre 1963 | octobre 1992               | Philippe Amelin (1926-1992)               | UNR puis UDR puis RPR | Médecin généraliste Conseiller régional de Champagne-Ardenne (1976 → 1982) Conseiller général de Montmirail (1964 → 1992) 1er vice-président du conseil général (1985 → 1992) Chevalier de la Légion d'honneur (1988) et de l'Ordre national du Mérite Décédé en fonction |
| 1992          | mars 2001                  | Gérard Adam (1933-2023)                   |                       | Ingénieur à la DDE Adjoint au maire (1971 → 1992) Vice-président de la CC de la Brie Champenoise (1997 → 2001) |
| mars 2001     | mars 2014                  | Bernard Doucet                            | RPR puis UMP          | Chef d'entreprise Conseiller général de Montmirail (1992 → 2015) Vice-président du conseil général Président de la CC de la Brie Champenoise (1997 → 2008) |
| mars 2014     | En cours (au 2 avril 2024) | Étienne Dhuicq                            | UMP-LR                | Agriculteur propriétaire-exploitant Président de la CC de la Brie Champenoise (2008 → ) Réélu en 2024 après des élections causées par la démission d'une parftie du conseil municipal ,                                                                                   |

### Jumelages
Montmirail est jumelée avec :
- Wald-Michelbach (Allemagne) (Article allemand : Wald-Michelbach)
- Hassocks (Royaume-Uni) (Article anglais : Hassocks)

## Équipements et services publics

### Eau et assainissement
L'approvisionnement en eau potable et l'assainissement des eaux usées sont des compétences de la communauté de communes de la Brie champenoise.
La production et la distribution d'eau potable sont gérées en régie par la communauté de communes via l'ouvrage de Montmirail, desservant la commune (à l'exception de Maclaunay) ainsi que les hameaux de Boulante et la Chaussée à Mécringes. Le hameau de Maclaunay est rattaché au réseau de Morsains, géré en délégation de service public par Suez jusqu'en 2028.
L'assainissement collectif est assuré en régie par la communauté de communes. La commune de Montmirail est desservie par trois stations d'épuration : la station de La Folie d'une capacité de 5 500 équivalent-habitants, la station de Corbetaux-Arbuses d'une capacité de 35 équivalent-habitants et la station de Corbetaux-Petit Pont d'une capacité de 85 équivalent-habitants. Dans les hameaux de Courcelles, Hautefeuille, Maclaunay, Montcoupot et Saussat l'assainissement est toutefois non collectif.

### Gestion des déchets
La communauté de communes est compétente en matière de déchets. La collecte des déchets et la gestion de la déchèterie sont confiées à des entreprises privées par marchés publics.
La collecte des ordures ménagères résiduelles (en bac) et des déchets recyclables (en sacs translucides jaunes) est réalisée en porte à porte. La communauté de commune adhérant au syndicat de valorisation des ordures ménagères de la Marne (SYVALOM), ces déchets sont amenés au centre de transfert départemental de Sézanne puis valorisés sur le site de La Veuve. La communauté de communes propose des composteurs individuels à tarif réduit pour les biodéchets. La collecte du verre et des textiles se fait en apport volontaire.
Pour les autres déchets, Montmirail accueille l'unique déchèterie de la communauté de communes, dans le hameau de Maclaunay.

### Espaces publics
Montmirail est ville fleurie, ayant obtenu trois fleurs au Concours des villes et villages fleuris de France[Quand ?]

### Enseignement
Montmirail fait partie de l'académie de Reims.
La commune compte deux écoles publiques : l'école maternelle, installée rue des 3e avenues et fréquentée par 122 élèves, et l'école élémentaire, installée faubourg de Paris et fréquentée par 255 élèves (chiffres 2024-2025). Ces écoles accueillent les enfants de Montmirail, Corrobert, Mécringes, Rieux, Verdon et Le Vézier ainsi que de plusieurs communes de l'Aisne (Dhuys et Morin-en-Brie, L'Épine-aux-Bois, Rozoy-Bellevalle et Vendières).
Les jeunes de Montmirail sont ensuite rattachés au collège de la Brie champenoise, situé sur le territoire de la commune, puis au lycée La Fontaine du Vé de Sézanne.
Montmirail compte également une école primaire privée, l'école Sainte Jeanne d'Arc fréquentée par 158 élèves.

### Santé
Le Centre Hospitalier Rémy-Petit-Lemercier a été reconstruit en 2009 et accueille 250 personnes avec un service d'hospitalisation de 40 lits, un É.H.P.A.D de 180 lits dont 28 lits en accueil des personnes atteintes par la maladie d’Alzheimer et un S.S.I.A.D. de 30 places.[réf. nécessaire]
L'ancien couvent de Montmirail avait également le statut d'EHPAD avant d'être transféré sur le site de l'hôpital en 2017.

### Postes et télécommunications

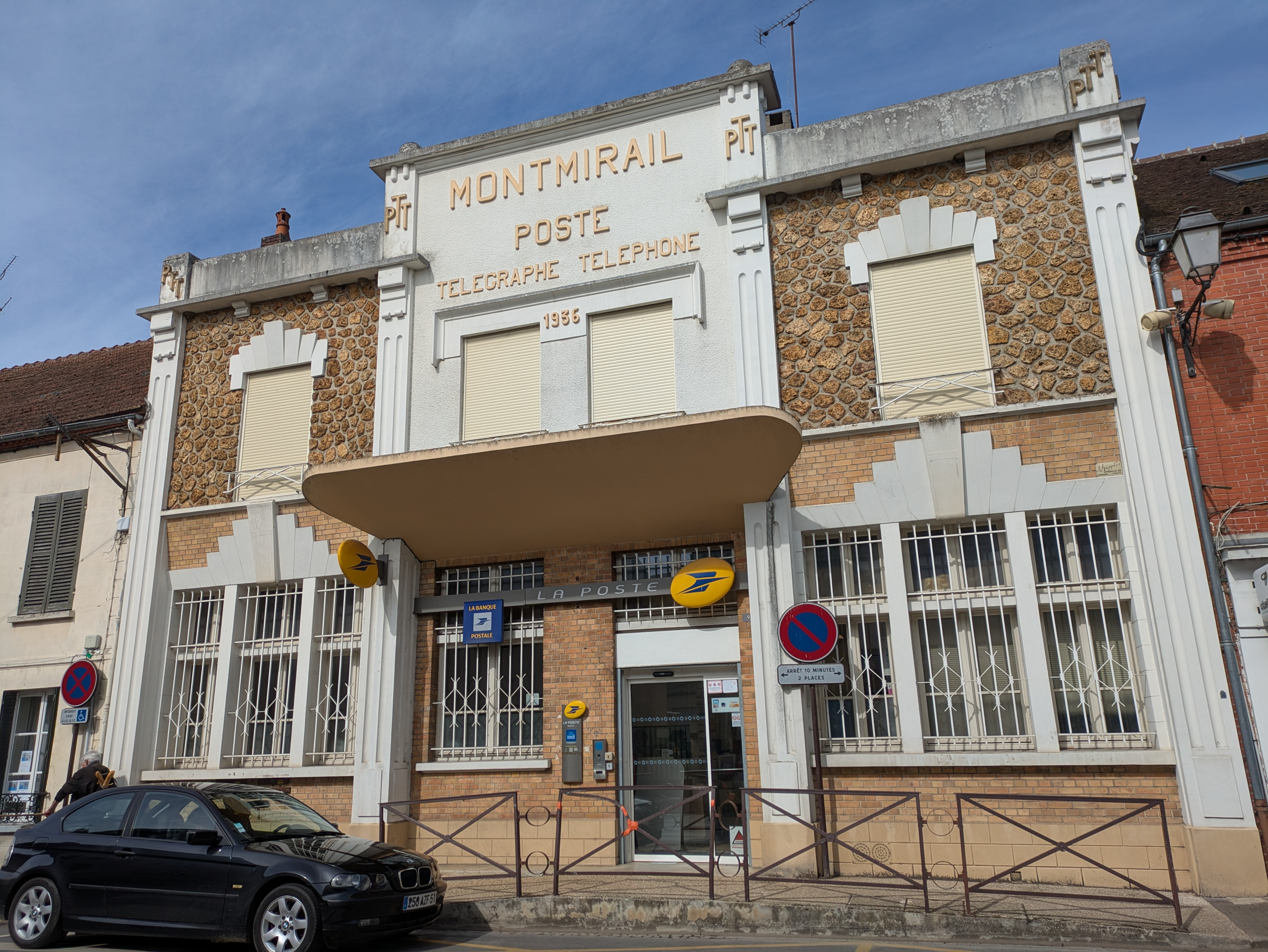
La poste de Montmirail.

Montmirail compte un bureau de poste situé rue Lucien Mathieu. Plus d'une dizaine de boîtes aux lettres de La Poste se trouvent par ailleurs sur le territoire de la commune.

### Justice, sécurité et secours
Du point de vue judiciaire, Montmirail relève du conseil de prud'hommes d'Épernay, du tribunal de commerce de Reims, du tribunal judiciaire, du tribunal paritaire des baux ruraux et du tribunal pour enfants de Châlons-en-Champagne, dans le ressort de la cour d'appel de Reims. Pour le contentieux administratif, la commune dépend du tribunal administratif de Châlons-en-Champagne et de la cour administrative d'appel de Nancy.
Montmirail est située en secteur Gendarmerie nationale et dispose de sa propre brigade, compétente sur 19 communes.
En matière d'incendie et de secours, Montmirail accueille un centre d'incendie et de secours dépendant du Service départemental d'incendie et de secours (SDIS) de la Marne.

## Population et société
Les habitants sont appelés les Montmiraillais.

### Démographie
L'évolution du nombre d'habitants est connue à travers les recensements de la population effectués dans la commune depuis 1793. Pour les communes de moins de 10 000 habitants, une enquête de recensement portant sur toute la population est réalisée tous les cinq ans, les populations de référence des années intermédiaires étant quant à elles estimées par interpolation ou extrapolation. Pour la commune, le premier recensement exhaustif entrant dans le cadre du nouveau dispositif a été réalisé en 2004.

En 2022, la commune comptait 3 551 habitants, en évolution de −1,66 % par rapport à 2016 (Marne : −1,19 %, France hors Mayotte : +2,11 %).
| 1793  | 1800  | 1806  | 1821  | 1831  | 1836  | 1841  | 1846  | 1851  |
| ----- | ----- | ----- | ----- | ----- | ----- | ----- | ----- | ----- |
| 1 751 | 2 102 | 2 151 | 2 278 | 2 343 | 2 347 | 2 545 | 2 775 | 2 552 |

| 1856  | 1861  | 1866  | 1872  | 1876  | 1881  | 1886  | 1891  | 1896  |
| ----- | ----- | ----- | ----- | ----- | ----- | ----- | ----- | ----- |
| 2 600 | 2 508 | 2 522 | 2 289 | 2 351 | 2 349 | 2 377 | 2 373 | 2 402 |

| 1901  | 1906  | 1911  | 1921  | 1926  | 1931  | 1936  | 1946  | 1954  |
| ----- | ----- | ----- | ----- | ----- | ----- | ----- | ----- | ----- |
| 2 313 | 2 335 | 2 400 | 2 264 | 2 366 | 2 312 | 2 244 | 2 240 | 2 187 |

| 1962  | 1968  | 1975  | 1982  | 1990  | 1999  | 2004  | 2006  | 2009  |
| ----- | ----- | ----- | ----- | ----- | ----- | ----- | ----- | ----- |
| 2 306 | 2 996 | 3 423 | 3 696 | 3 812 | 3 783 | 3 742 | 3 805 | 3 778 |

| 2014  | 2019  | 2022  | - | - | - | - | - | - |
| ----- | ----- | ----- | - | - | - | - | - | - |
| 3 640 | 3 571 | 3 551 | - | - | - | - | - | - |

### Cultes
Pour le culte catholique, Montmirail est le siège de la paroisse Saint-Vincent-de-Paul - Montmirail, au sein du diocèse de Châlons-en-Champagne.

### Médias
La presse écrite régionale comprend le quotidien L'Union, le bi-hebdomadaire Le Pays briard et l'hebdomadaire L'Hebdo du vendredi.
Parmi les stations de radio locales, il est possible de citer Ici Champagne-Ardenne et Champagne FM.

## Économie
La ville était depuis le XIIIe siècle un lieu de draperie avec moulin à fouler et ateliers de tissage, en 1684 leur présence est toujours attesté.
Certaines parcelles agricoles de la commune pourraient prochainement entrer dans la zone de production des vins de Champagne.
L'usine Doucet de L'Échelle-le-Franc, (du même nom que le maire Bernard Doucet) employait de nombreuses personnes des alentours, mais est aujourd'hui fermée. Reconvertie en espace d'entreprises dénommé « Espace Doucet », elle regroupe :
- - une entreprise de menuiserie « FPF Menuiserie »,
  - une entreprise de photographies pour la décoration « Numgallery sarl »,
  - une entreprise de plomberie couverture « Enders Couverture, Plomberie »,
  - une entreprise de matériel agricole « Marchal »
  - une société de construction de matériel ferroviaire « Difer » installée dans l'ancienne usine des Chemins de Fer Départementaux (CFD).

On compte plusieurs entreprises dans le hameau de Mondant, notamment dans le secteur des travaux agricoles ou du terrassement, ainsi qu'une zone industrielle relativement importante qui draine une activité importante et rayonne sur les communes alentour. La société Axon' Cable qui emploie environ 650 habitants locaux, est dirigée par Joseph Puzo, propriétaire du château de Montmirail.

## Culture locale et patrimoine

### Lieux et monuments
- Abbaye de la Grâce-Notre-Dame, fondée vers 1223 et rattachée à l'ordre cistercien.
- Église Saint-Étienne de Montmirail, ancienne chapelle castrale du XIIe siècle[69].
- Église Saint-Thimothée-et-Saint-Symphorien de L'Échelle le Franc, du XIIe – XIIIe siècle[70].
- Église Saint-Georges de Courbetaux.
- Ancienne église Saint-Laurent de Maclaunay, du XVIe siècle, mais dont l'état de dégradation a mené à sa destruction[71].
- Ancien prieuré de Montléan, dont les origines remontent au XIe siècle.
- Château de Montmirail, datant du XVIe siècle. Vendu en 1993 par la famille de La Rochefoucauld, qui transféra alors son mobilier et ses archives dans leur château charentais pour y être exposés ;
- Colonne commémorative de Montmirail, colonne commémorant les batailles napoléoniennes de février 1814, lors de la Campagne de France à Montmirail, Vauchamps, Champaubert et de Château-Thierry. Dressée très précisément à la limite des départements de l'Aisne et de la Marne[Note 8], son sommet est décoré par l'aigle napoléonien.
- Stèle des Saint-Cyriens de la Promotion Montmirail morts pour la France ;
- Château de Beaumont.
- Pigeonnier de l'ancien château de Tigecourt (3 600 boulins).
- Monument aux morts de Montmirail (Victoire ailée célébrant le soldat de 1914 et le poilu de 1918).
- Les restes du dolmen du Trou-du-Bœuf, remontant au Chalcolithique, se trouvent au lieu-dit de Montcoupot. Ils sont classés monument historique depuis 1925[72].

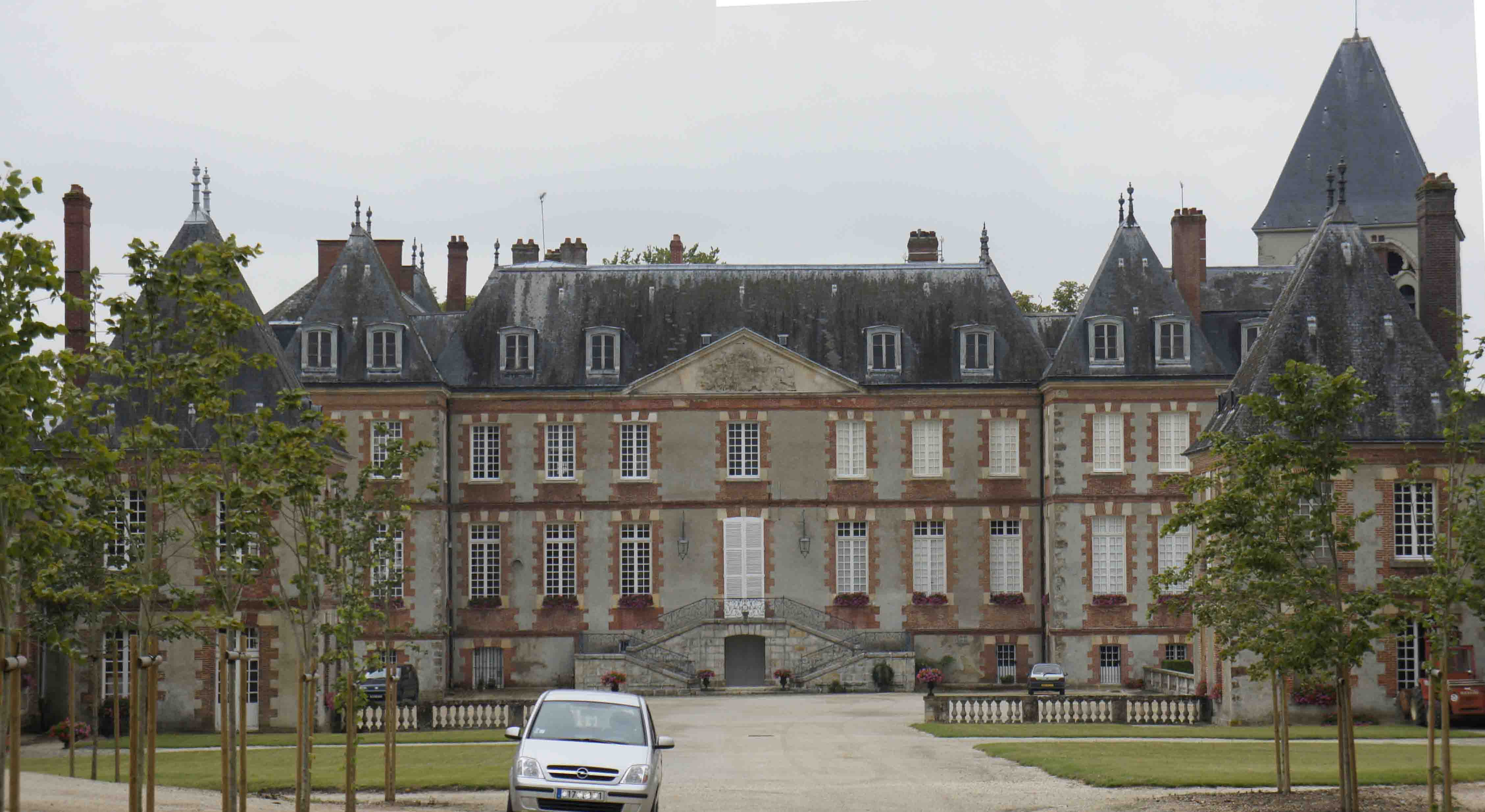
Le château de Montmirail et le clocher de l'église à droite.
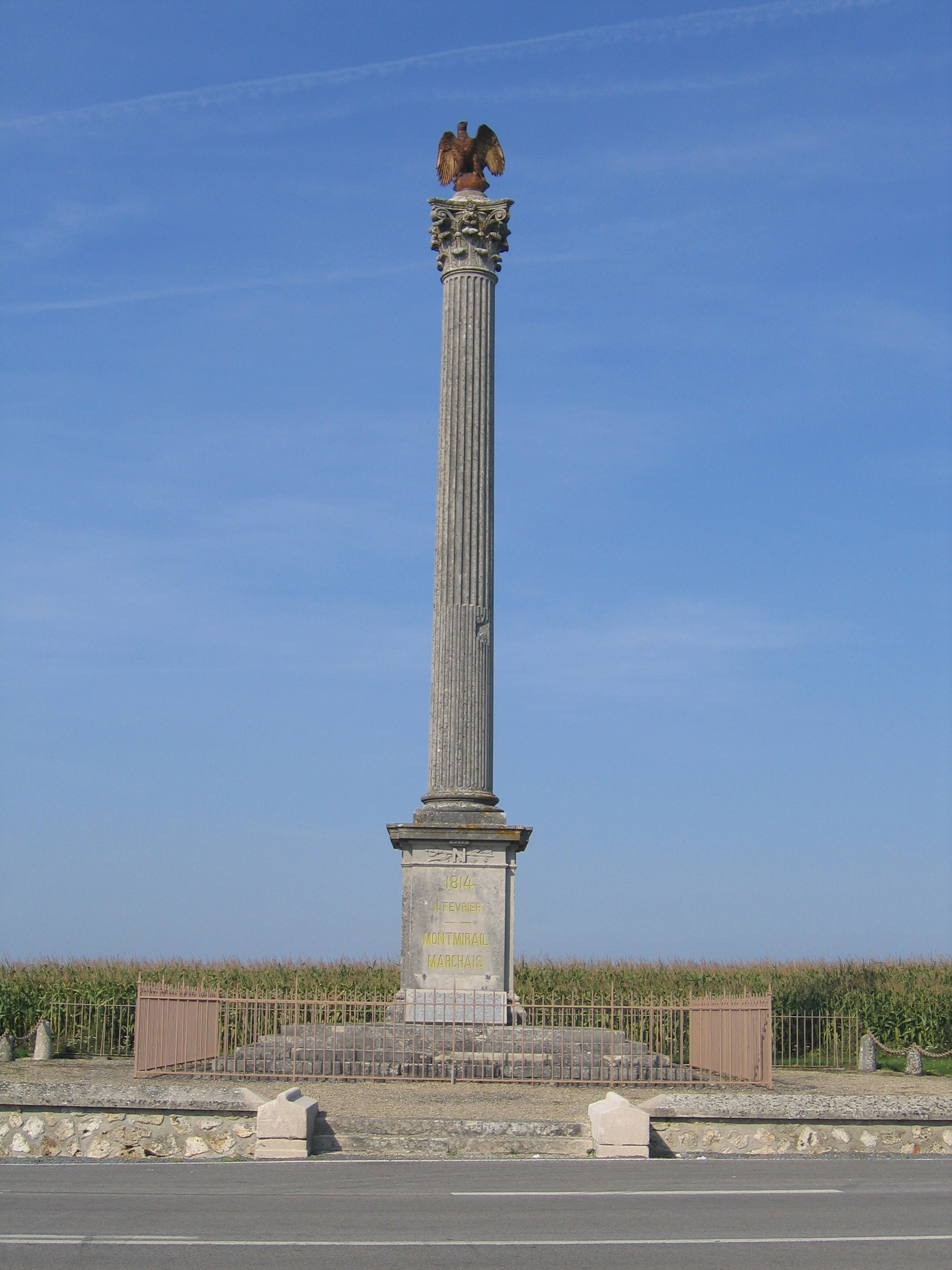
Colonne commémorative des batailles napoléoniennes.
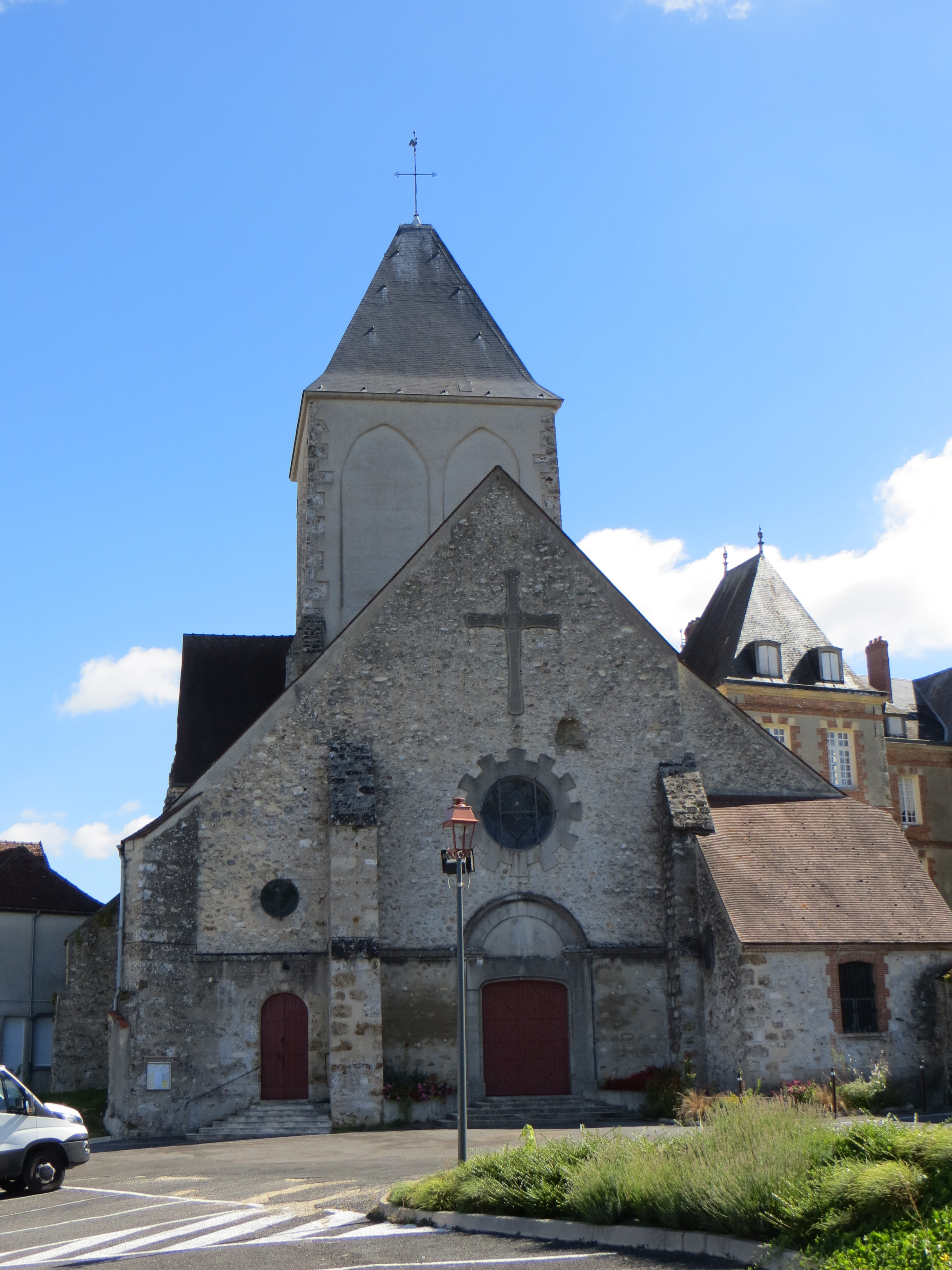
Église Saint-Étienne - Cloche de l'église sonnant 12h
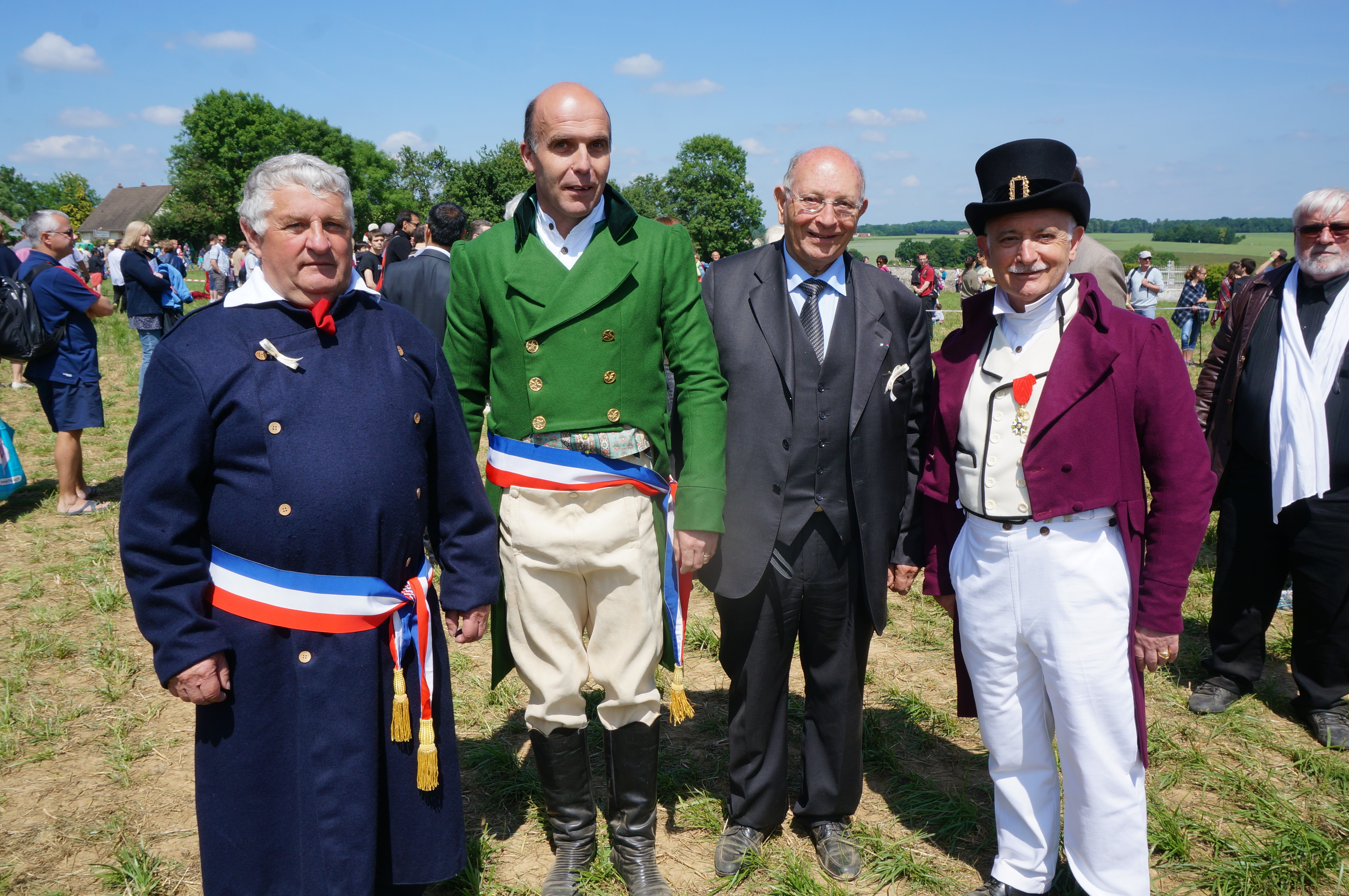
Le maire de Montmirail, en vert et le PDG d'Axoncable, en violet, lors du bicentenaire de la bataille de Montmirail.
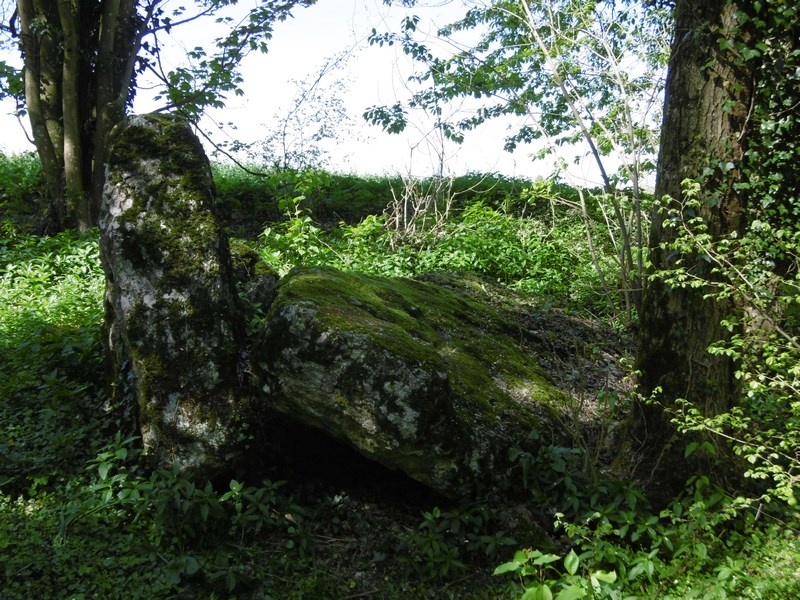
Dolmen.

### Personnalités liées à la commune
- Jean de Montmirail (1165 - 1217).
- Jean-François Paul de Gondi, cardinal de Retz (1613 - 1679).
- Ambroise-Polycarpe de La Rochefoucauld (1765 - 1841), noble et homme politique français a vécu au château de Montmirail.
- Désiré Médéric Le Blond (1812 - 1886).
- Jean de La Rochefoucauld (1887 - 1970).
- Edmée de La Rochefoucauld (1895 - 1991), femme de lettres et de sciences, épouse de Jean de la Rochefoucauld.
- Henri Guérin (1921-1995), international français de football.
- Guillaume Bats (1987 - 2023), humoriste, y a passé son adolescence et y est inhumé.
- Enfin, il est à noter que le personnage fictif de Godefroy de Montmirail n'a rien à voir avec la commune[73].

### Héraldique
| Blason de Montmirail (Marne) | Blason  | Fascé de vair et de gueules.                     |
| Blason de Montmirail (Marne) | Détails | Le statut officiel du blason reste à déterminer. |

## Pour approfondir